# Wiyat
Wiyat (Eel River Wiyot, Wiyat Wiyot), jedna od tri skupine Wiyot Indijanaca iz jezične porodice wishoskan.
Sela Wiyata nalazila su se na donjem toku rijeke Eel u Kaliforniji, a Swanton od njih navodi Dakwagerawakw, i kao moguća Ho'ket, Watsayeriditl i Wuktlakw.
U starijim izvorima spominju se kao Veeards (1874) i Viard (1877) kod Powersa i Wee-yot (1851) kod Gibbsa.